# ITVニュースチャンネル
ITVニュースチャンネル（アイティーヴィー・ニュースチャンネル、ITV News Channel）は、2000年8月1日から2005年12月23日まで放送されたイギリス・ITNの24時間テレビニュースチャンネル。スカイUK、NTL:Telewest、ITVデジタル（2002年まで）、Freeview (イギリス)（最近、ITV4が2005年に時間を半日に短縮した6:00〜18:00の間のみ）、アナログケーブルで利用可能で、国内・国際ニュースに加えて、定期的なビジネス、スポーツ、エンターテインメント、天気のサマリーを伝えた。通常、ニュース番組が優先された。また、ITVネットワークの地域ニュースルームのリソースを利用して、イギリス国内のニュースにさらに焦点を当てた。

## 歴史
当チャンネルは、「ITNニュースチャンネル（ITN News Channel）」としてITNとNTLの合弁事業として2000年8月1日に開局された。2002年6月、ITV plcの前身であるカールトン・テレビジョンとグラナダ・テレビジョンがITNの65％の株式を買収した。これにより、同年9月に「ITVニュースチャンネル（ITV News Channel）」としてブランド名が変更された。2004年4月、新しく設立されたITV plcは、同チャンネルの完全な制御を引き継ぐためにNTLの35％の株式を買収した。
「ITNニュースチャンネル」として、一度に1人のプレゼンターだけが宿泊できる小さなスタジオから放送された。「ITVニュースチャンネル」としてリニューアルされた際、当初は固定長のニュース番組専用に構築された当時の標準ITVニューススタジオを使用していたため、放送スタイルは常に競合他社よりも基本的だった。
2004年2月のリニューアルから、独自色に切り替えた。ITVニュースの他の部分と共に、同チャンネルは、机の後ろから、またはニュースウォールを使用してグラフィックを使用してニュースを解説するプレゼンターが歩き回ってプレゼンテーションを行うことができる大きなバーチャルスタジオである、いわゆる「Theatre of News」セットから放送された。経営陣が改善と見なし、初めて、2人のプレゼンターが同チャンネルを共に担当することができた。
このチャンネルはITVネットワーク上のITVニュース番組（ニュースチャンネルでも同時放送）と施設を共有していたため、リハーサルを可能にするために、各ITVニュース番組の前に約1時間他のスタジオに移動する必要があった。当初、これらの時期には単一のロックオフカメラスタジオが使用されていたが、これは非常に基本的なことだった。その後、これらの時期にバーチャルリアリティスタジオを使用するか、ITNが『ロンドン・トゥナイト』の制作を引き継いだ後、そのスタジオを使用した。
当チャンネルのニュースコンテンツと番組はITNによって提供された。
当チャンネルは、2つのイギリスチームが同時にプレーしている際、いつでもサッカー・UEFAチャンピオンズリーグの試合を生放送するために使用されていた。速報が放送されていた際、ニュース報道は全画面表示になり、サッカー中継は隅のはめ込みに表示されていた。

## プレゼンター
「ITNニュースチャンネル」時代、そのプレゼンターのメンバーは、ITV、チャンネル4、Five NewsのITN制作のニュース番組全体からのものであり、時折フリーランサーもいた。プレゼンターには、ジョン・スーシェ、ジョン・ニコルソン (ジャーナリスト)、レイラ・デイベルジ、アリソン・ベル (ジャーナリスト)、アンドリュー・ハーベイ (ジャーナリスト)、シャロン・グレイ、オーウェン・トーマス (ジャーナリスト)、イアン・アクストン、カースティ・ラング、サイモン・ヴィガール、ロイド・ブレイシー、サーシャ・ヘリマン、レイチェル・マクタヴィッシュがいた。
チャンネルが「ITVニュースチャンネル」になると、ITVネットワークのITVニュースのプレゼンターがニュースチャンネルの出演を開始した。定期的に出演する前の最初の1ヶ月間、初日にジョン・スーシェの後に「ITVニュースチャンネル」として出演したロス・チャイルズといった多くの記者がニュースチャンネルにも出演した。イラク戦争中、イギリスで有名なニュースキャスター、アンジェラ・リッポンが当チャンネルを担当し、2004年・2005年にレギュラーで週末番組のプレゼンターを務めた。
2004年2月のリニューアルに続いて、プレゼンターには、平日朝に旗艦番組『ライブ・ウィズ・アラステア・スチュワート（Live with Alastair Stewart）』のプレゼンターを務めたITNのベテランニュースキャスターであるアラステア・スチュワートがいた。アンドリュー・ハーベイ、ルーシー・アレクサンダー、レイラ・デイベルジ、クリス・ロジャース (ジャーナリスト)、フィル・ゲイル、オーウェン・トーマス、サーシャ・ヘリマンも使用されました。トレバー・マクドナルドを除くITVニュースの全メインプレゼンターも当チャンネルに出演した。ITVの地域ニュース番組のプレゼンターとフリーランサーが週末と休日の期間に定期的に当チャンネルに出演した。
2005年12月、1989年のSky Newsチームの一員であったスコット・チスホルムが当チャンネルに移籍し、朝の番組のプレゼンターを務めた。番組はたった2週間続いた。
2004年2月2日のリニューアル以降、当チャンネルの一般的な平日のスケジュールは通常、次の通りだった。
- 5:30: 『ITVモーニングニュース（英語版）』…ITV1との同時生放送
- 6:00: 『ITVモーニングニュース』…再放送
- 7:00: ルーシー・アレクサンダーとアンドリュー・ハーベイの『ITVニュースライブ』（ITV News Live with Lucy Alexander and Andrew Harvey）
- 10:00: アラステア・スチュワートの『ITVニュースライブ』（ITV News Live with Alastair Stewart ）
- 11:45: アンドリュー・ハーベイの『ITVニュースライブ』（ITV News Live with Andrew Harvey、水曜日12:00の首相質問が含まれる）
- 12:30: ニコラス・オーウェンの『ITVランチタイムニュース（英語版）』…ITV1との同時生放送
- 13:00: ニコラス・オーウェンとレイラ・デイベルジの『ITVニュースライブ』（ITV News Live with Nicholas Owen and Leyla Daybelge）
- 14:00: スティーブ・スコットとレイラ・デイベルジの『ITVニュースライブ』（ITV News Live with Steve Scott and Leyla Daybelge）
- 15:00: マーク・オースティンとメアリー・ナイチンゲールの『ITVニュースライブ』（ITV News Live with Mark Austin and Mary Nightingale）
- 16:00: スティーブ・スコットとフェリシティ・バーの『ITVニュースライブ』（ITV News Live with Steve Scott and Felicity Barr）
- 17:30: レイラ・デイベルジの『ITVニュースライブ』（ITV News Live with Leyla Daybelge）
- 18:30: マーク・オースティンとメアリー・ナイチンゲールの『ITVイブニングニュース』…ITV1との同時生放送
- 19:00: ジョイス・オハジャの『ITVニュースライブ』（ITV News Live with Joyce Ohajah）
- 20:00: フェリシティ・バーの『ITVニュースライブ』（ITV News Live with Felicity Barr）
- 21:00: スティーブ・スコットの『ITVニュースライブ』（ITV News Live with Steve Scott）
- 21:30: スティーブ・スコットの『ITVニュースネットワーク』（ITV News Network with Steve Scott）- 『ロンドン・トゥナイト』スタジオから放送
- 22:00: スティーブ・スコットの『ITV News at Ten』 - 『ロンドン・トゥナイト』スタジオから放送
- 22:30: トレバー・マクドナルドの『ITV News at 10.30（英語版）』…ITV1との同時生放送
- 23:00: ジョイス・オハジャの『ITVニュースライブ』（ITV News Live with Joyce Ohajah）
- 翌1:00〜5:30: 『ITV News at Ten』…再放送、毎正時にニュースのサマリーが生放送される。

平日夜には、23:00に夜通し再放送し、毎正時にサマリーを生放送するだけだった。
他の平日夜には、手話を表示する生放送の30分間ニュースがあり、それが夜通しで繰り返され、毎正時にサマリーが生放送で表示される。

## 競合
主な競合相手はSky NewsとBBC News 24だった。
オーストラリアの主要な重大事件（テロ攻撃など）のイギリス国内のニュースを報道する際、チャンネルはオーストラリアのナイン・ネットワークによって中継されることがあった。ただし、ナイン・ネットワークは通常、同等のアクセス権を持つSky Newsの映像を優先していた。

## 閉局
2005年12月15日、Freeview (イギリス)帯域幅（ITV4と既にタイムシェアされている）を使用して既存のCITVブランドに基づくCITVチャンネルを立ち上げ、その資金を使用してメインのITVネットワークでのITVニュースの報道を拡大するために、同チャンネルが2006年に閉鎖されることが確認された。
その後、閉局が進められ、2005年12月23日18:00（GMT）に閉局された。与えられた理由は、チャンネルが間もなく閉局されることを知って、スタッフがクリスマスに長時間働くことを期待するのは不公平だったからである。

### ITVニュースチャンネルでの放送最終日のスケジュール
- 7:00: スコット・チスホルム・ショー（The Scott Chisholm Show）
- 10:00: アラステア・スチュワート（英語版）のITVニュースライブ（ITV News Live with Alastair Stewart）
- 11:45: スコット・チスホルム・ショー
- 12:30: 『ITVランチタイムニュース（英語版）』同時放送
- 13:30: フェイ・バーカー（英語版）のITVニュースライブ（ITV News Live with Faye Barker）
- 15:00: ニコラス・オーウェン (ジャーナリスト)（英語版）とニーナ・ホサイン（英語版）のITVニュースライブ（ITV News Live with Nicholas Owen and Nina Hossain）
- 16:00: オーウェン・トーマス (ジャーナリスト)（英語版）とフェイ・バーカーのITVニュースライブ（ITV News Live with Owen Thomas and Faye Barker）
- 17:30: スペシャル:「ニュースチャンネルの5年間（5 Years Of the News Channel）」、アラステア・スチュワートの司会。

最終番組の終わりに、アラステア・スチュワートは次の言葉でチャンネルを閉じた。
| 「 | これで、ITVニュースチャンネルとして放送された5年間は終わりです。全ての寄稿者、スタジオ、制作スタッフ、全ての記者と特派員、そしてチャンネルをプロフェッショナルで効果的な運営にした全ての方々に感謝します。しかし、何よりも、あなた、私たちの視聴者です。皆様、本当にありがとうございました。何年にもわたって、情報を提供し、時折あなたを楽しませてくれることを願っています。 それが最速の最新ニュースと最も包括的な分析を提供することが私たちの使命でした。あなたが私たちが成功したと思うことを願っています。 （So that's the end of five years broadcasting as the ITV News Channel. Our thanks to all our contributors, studio and production staff, to all the reporters and correspondents and everyone who made the channel the professional and effective operation that it was. But most of all, you, our viewers. A big thank you to each and every one of you. We hope we both informed and occasionally entertained you over the years. It was our mission to bring you the fastest breaking news and the most comprehensive analysis. We hope that you'll think we succeeded.） | 」 |

その後、画面は3秒後に空白の画面にフェードアウトしてから、ITNエンドカードにフェードインした。同チャンネルはその後まもなく閉局した。

## 閉局後
2007年6月15日、ITN最高経営責任者のマーク・ウッドは、同社が別の24時間テレビニュースチャンネルの立ち上げを除外しないと述べた。
2007年には、ケーブルグループのヴァージン・メディアがSky NewsやBBCニュースに匹敵する独自のニュースチャンネルの立ち上げを検討しているという憶測があり、ITNとの提携を検討している可能性があるとの報告もあったが、現在のところ、これは実現していない。
2022年7月には、新しいストリーミング サービス「ITVX」の開始に伴い、プラットフォームにITVニュースの24時間年中無休のサービスが導入されることが報じられた。このサービスは、24時間体制でITVニュースを提供するだけでなく、詳細な調査報道、説明及び目撃ジャーナリズムのためのオンデマンドサービスを提供する。このサービスは、従来のローリングニュースチャンネルではないが、「時折」の生放送番組とニュース放送がある。代わりに、このサービスは、継続的に更新されることを約束する「ビデオオンデマンド」コンテンツに焦点を当てる。ITVXは同年11月17日に展開を開始し、12月8日に完全に開始された。